# 神鍋渓谷
神鍋渓谷（かんなべけいこく）は兵庫県豊岡市にある渓谷。神鍋高原の北、稲葉川上流に位置する。
渓谷では一ツ滝と二ツ滝と呼ばれる滝のほか、カツラやトチノキ等の大木を観ることができる。
一帯は氷ノ山後山那岐山国定公園の区域内で神鍋渓谷公園として保護・整備されており、上流には兵庫県指定天然記念物のアスナロ群生地がり、川下には八反滝をはじめ数多くの滝が懸る。

## 見所
- 一ツ滝 - 落差22mの直瀑
- 二ツ滝
- 劫の大カツラ

## 所在地
〒669-5376 兵庫県豊岡市日高町万劫

## 交通アクセス
- JR山陰本線 江原駅から全但バス東河内・万場行きで約30分、「稲葉」下車、徒歩10分

## 周辺情報
- 神鍋高原
  - 神鍋溶岩流（神鍋渓谷の川下）
    - 俵滝、八反滝、まぼ渓谷、瓢箪淵、釜淵、二段滝、溶岩瘤（県指定天然記念物）、畳滝、十戸滝

  - 植村直己冒険館、植村直己記念スポーツ公園
- 阿瀬渓谷